# Lola Lane
Lola Lane, nata Dorothy Mullican (Macy, 21 maggio 1906 – Santa Barbara, 22 giugno 1981), è stata un'attrice statunitense.

## Biografia

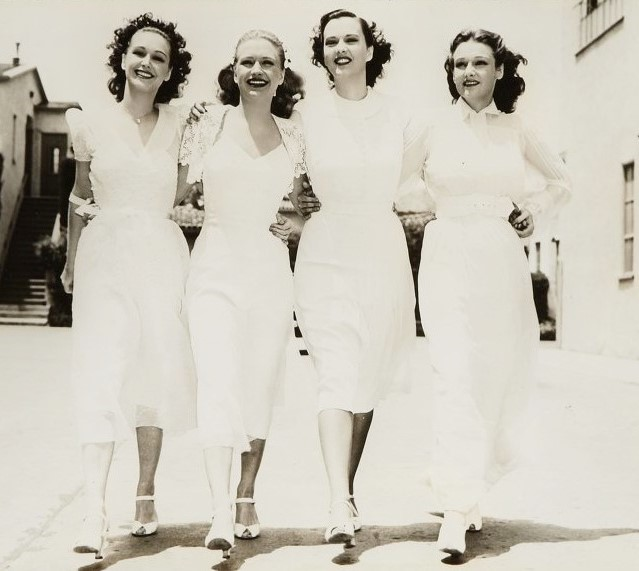
Rosemary Lane, Priscilla Lane, Gale Page e Lola Lane nel 1938

Nata in Indiana, è cresciuta in Iowa, aveva tre sorelle, insieme alle quali fece parte di un quartetto di cantanti e attrici noto come Lane Sisters; le altre sue sorelle erano Leota Lane (nata Leotabel Mullican, 1903-1963), Rosemary Lane (nata Rosemary Mullican, 1913-1974) e Priscilla Lane (nata Priscilla Mullican, 1915-1995).
Scoperta da Gus Edwards, debuttò in teatro a New York nel 1926 insieme alla sorella Leota. Nel 1929 fece il suo esordio cinematografico. Molti dei film in cui recitò furono prodotti dalla Warner Bros., tra cui Quattro figlie (1938), Four Wives (1939), Profughi dell'amore (1939) e Four Mothers (1941), in cui recitò con le sorelle Rosemary e Priscilla. Apparve anche in Le 5 schiave (1937) con Bette Davis e Humphrey Bogart.
Nel 1931 sposò l'attore Lew Ayres a Las Vegas, ma il loro matrimonio terminò nel 1933. In seguito fu sposata con Henry Dunham, con Roland West e infine con Robert Hanlon.
La sua carriera durò dal 1929 al 1946. Morì all'età di 75 anni in California.

## Filmografia parziale
- Follie del giorno (Fox Movietone Follies of 1929), regia di David Butler (1929)
- Rivincita (Speakeasy), regia di Benjamin Stoloff (1929)
- Good News, regia di Nick Grinde (1930)
- Hollywood Hotel, regia di Busby Berkeley (1937)
- Le 5 schiave (Marked Woman), regia di Lloyd Bacon (1937)
- Quattro figlie (Four Daughters), regia di Michael Curtiz (1938)
- Four Wives, regia di Michael Curtiz (1939)
- Profughi dell'amore (Daughters Courageous), regia di Michael Curtiz (1939)
- Four Mothers, regia di William Keighley (1941)
- Lost Canyon, regia di Lesley Selander (1942)
- Why Girls Leave Home, regia di William Berke (1945)
- Scadenza all'alba (Deadline at Dawn), regia di Harold Clurman (1946)

## Curiosità
- Il fumettista Jerry Siegel ha chiamato Lois Lane, la giornalista immaginaria e fidanzata di Superman nei DC Comics, in onore di Lola Lane.